# Cordaitaceae
Cordaitaceae é uma família extinta de coníferas primitivas.